# Mayet
Mayet – miejscowość i gmina we Francji, w regionie Kraj Loary, w departamencie Sarthe.
Według danych na rok 1990 gminę zamieszkiwało 2 877 osób, a gęstość zaludnienia wynosiła 53 osób/km² (wśród 1504 gmin Kraju Loary, Mayet plasuje się na 176. miejscu pod względem liczby ludności, natomiast pod względem powierzchni na miejscu 61.).